# Shenyang Aux Automobile
Shenyang Aux Automobile Co. Ltd. war ein Hersteller von Automobilen aus der Volksrepublik China.

## Unternehmensgeschichte
Die Aux Group aus Ningbo stellt Klimaanlagen her. 2004 übernahm sie die Shenyang Shuangma Automobile Manufacturing Factory aus Shenyang. Im November 2003 oder 2004 begann die Produktion von Automobilen. Der Markenname lautete Aux. Die Pläne sahen eine jährliche Produktionskapazität von anfangs 30.000 Fahrzeugen, 100.000 Fahrzeugen bis 2005, 250.000 Fahrzeugen bis 2006 und 450.000 Fahrzeugen bis 2008 vor. Bereits 2006 endete die Produktion. Es gibt Hinweise darauf, dass der chinesische Staat keine Erlaubnis zur Fahrzeugproduktion bzw. speziell zur Pkw-Produktion gab.

## Fahrzeuge
Ein Modell war das Mehrzweckfahrzeug bzw. SUV Yuandongli, auch Longee genannt. Daneben gab es den Pick-up mit Doppelkabine Ruitu. Ein Personenkraftwagen war 2004 in der Entwicklung. Sein Motor hatte zwischen 2000 cm³ und 3000 cm³ Hubraum.